# Ella Fitzgerald
Ella Jane Fitzgerald (Newport News, Virginia, 25 de abril de 1917-Beverly Hills, 15 de junio de 1996), apodada Lady Ella, la Reina del Jazz y la Primera Dama de la Canción, fue una cantante estadounidense de jazz. A pesar de una condición básica como jazzista, el repertorio musical de Ella Fitzgerald es mucho más amplio e incluye swing, blues, bossa nova, samba, góspel, calypso, canciones navideñas, pop, etc.
Junto con Billie Holiday y Sarah Vaughan, está considerada como la cantante más importante e influyente de toda la historia del jazz (y, en general, de la canción melódica popular de Estados Unidos). Considerada una de las mejores cantantes de la historia, estaba dotada de una voz con un rango vocal de tres octavas, destacando su clara y precisa vocalización y su capacidad de improvisación, sobre todo en el scat, técnica que desarrolló en los años cuarenta y que anunció el surgimiento del bop. En los años cincuenta sentó cátedra con su concepción de la canción melódica, en paralelo a la obra de Frank Sinatra, con sus versiones de los temas de los grandes compositores de la canción popular estadounidense (los songbooks de Duke Ellington, Cole Porter, Johnny Mercer, etc.).
Ganó catorce premios Grammy, incluyendo el Grammy a toda su carrera, y fue galardonada con la Medalla Nacional de las Artes y la Medalla Presidencial de la Libertad de Estados Unidos.

## Biografía
Nació en Newport News (Virginia) y creció en Yonkers (Nueva York), en una situación de pobreza permanente. Su padre, William Fitzgerald, conductor de tren, abandonó a su madre Temperance (Tempie) Fitzgerald, lavandera, cuando Ella era aún muy joven. Las dos se trasladaron a Yonkers (Nueva York), junto con el novio de Tempie, Joseph Da Silva, con el que tendría una hija en 1923, Frances Fitzgerald.
En 1932, la madre de Ella murió tras un grave accidente de tránsito. Tras estar con Da Silva durante un breve período, su tía Virginia se hizo cargo de ella. Poco tiempo después, Da Silva falleció de un ataque cardíaco, por lo que Frances tuvo que irse también a vivir con Ella y su novio.
Este ambiente dramático condicionó el comportamiento de Ella, que tuvo frecuentes problemas con el ausentismo escolar e incluso con la policía, lo que la llevó a ser internada en un reformatorio, de donde trató de escapar varias veces, así como de su casa, con el deseo primero de ser bailarina.
Ya de pequeña le gustaba bailar y cantar en un club de noche y en el coro African Methodist Episcopal Church. Aprendió a tocar el piano, escuchó atentamente la radio y estudió todas las grabaciones que salían de Louis Armstrong y The Boswell Sisters.
En 1932 se trasladó a Nueva York para vivir con un tío y encontró un lugar en la State Training School For Girls de Nueva York, una especie de hospicio. Hacia 1934 lo abandonó.

### Comienzos como cantautora
Ella debutó como cantante a los 17 años, el 21 de noviembre de 1934, en el Harlem Apollo Theater de Nueva York, ganando el concurso Amateur Night Shows con la canción «Judy», interpretada al estilo de su ídolo Connee Boswell. Tras una breve colaboración con la banda de Tiny Bradshaw, Ella consiguió entrar en la orquesta de Chick Webb, convencida por uno de los asistentes a las noches del Apollo: el reputado arreglista y saxofonista alto Benny Carter.
Comenzó a cantar con la banda de Chick Webb en 1935, en el Savoy Ballroom de Harlem. El crítico George T. Simon escribió en la revista Metronome en enero de 1936: «Aquí tenemos a la número uno de 1936... Ella Fitzgerald... la joya de 17 años que canta en el Harlem Savoy Ballroom con la estupenda orquesta de Chick Webb con su gran aptitud natural para el canto... una de la mejores... no hay razón para pensar que no llegue a ser la mejor dentro de un tiempo». En 1937, la mitad de los temas de la banda contaban ya con la voz de Ella. Grabó una serie de éxitos con ellos, incluyendo «If You Can't Sing It, You'll Have to Swing It», pero no fue hasta la grabación de su versión de la nana «A Tisket a Tasket» en 1938 cuando alcanzó el estrellato. Durante esta etapa, Fitzgerald era esencialmente una cantante de pop y swing que daba lo mejor de sí en las baladas. Tenía ya una hermosa voz, pero ni improvisaba ni practicaba todavía el scat. Efectuó numerosas grabaciones con Louis Armstrong, Count Basie, Duke Ellington y en solitario.
Cuando Chick Webb falleció en 1939, con solo treinta años, de la tuberculosis ósea que había constreñido su crecimiento, la banda continuó su gira bajo el nuevo nombre de Ella Fitzgerald and Her Famous Orchestra. Unos años más tarde, agotada del esfuerzo que suponía dirigir la orquesta y cantar a diario, disolvió la formación.

### Solistas

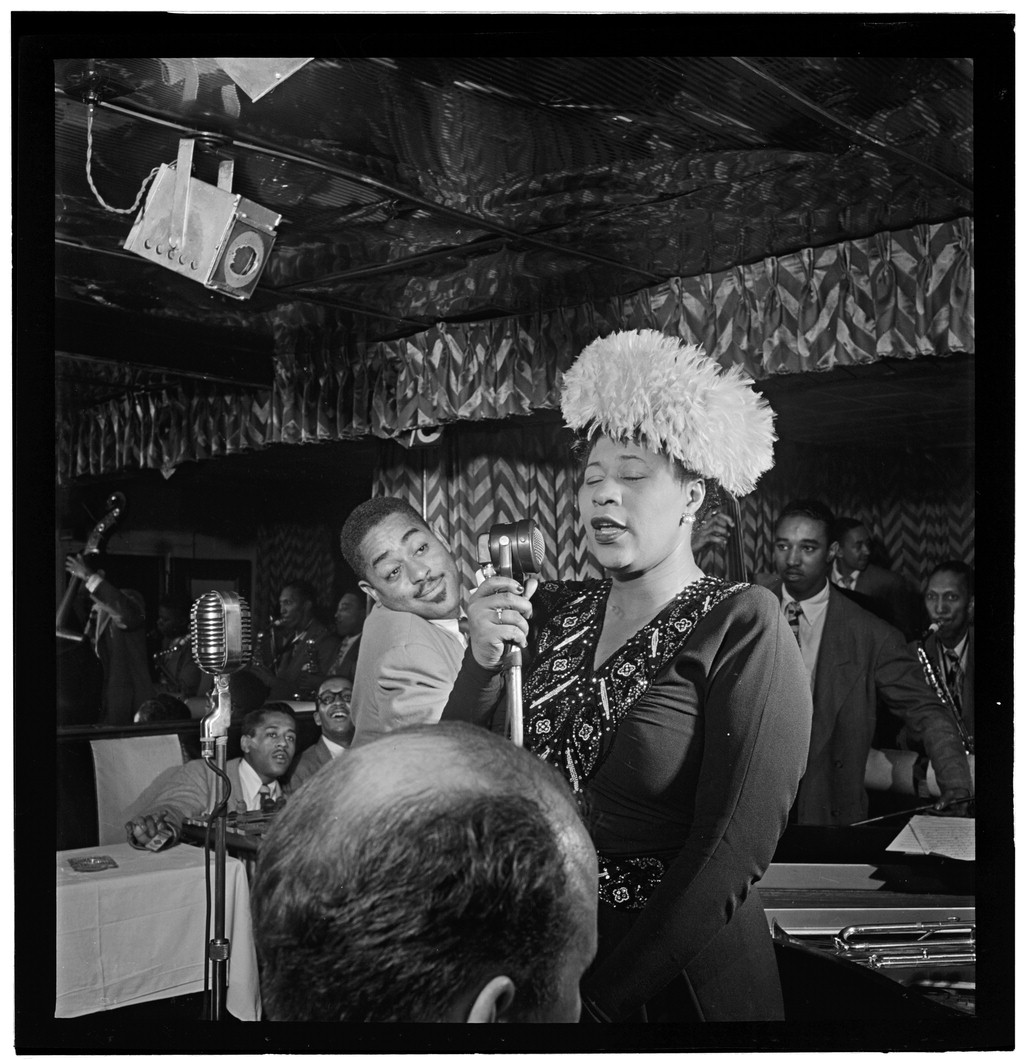
Ella Fitzgerald en 1947.

Comenzó su carrera en solitario en 1941. Cantó con the Ink Spots, Louis Jordan y The Delta Rhythm, y en 1946 empezó a cantar con regularidad en los conciertos de Norman Granz Jazz at the Philharmonic (JAP), convirtiéndose Granz en su mánager. Un gran cambio se produjo en el estilo de Ella durante este período. Estuvo de gira con la banda de Dizzy Gillespie y adoptó el bebop como parte de su estilo, y comenzó a incluir fragmentos de scat en sus interpretaciones. Sus grabaciones de "Lady Be Good", "How High the Moon" y "Flying Home" durante 1945-1947 se hicieron muy populares y su estatura como una de las primeras voces del jazz se asentó. Durante un tiempo (10 de diciembre de 1947-28 de agosto de 1953), estuvo casada con el bajista Ray Brown, con quien adoptó un niño, y usaba su trío como acompañante. Las series de duetos con el pianista Ellis Larkins en 1950 y 1954 la hicieron interpretar composiciones de George Gershwin, como haría en uno de sus songbooks.
Tras aparecer en la película de 1955 Mi pobre angelito, Ella firmó por fin con el sello Verve de Norman Granz y durante varios años grabaría los famosos Song Books de los grandes compositores estadounidenses de música popular: Cole Porter, los Gershwins, Rodgers & Hart, Duke Ellington, Harold Arlen, Jerome Kern y Johnny Mercer. Aunque (con la excepción de los discos sobre Ellington) no fueron sus interpretaciones más jazzísticas (pues Ella se apegaba a la melodía e iba acompañada de una gran orquesta de cuerda), el resultado fue memorable. En 1960 grabó su concierto en Berlín, que se convierte en su disco más importante para Verve.
Fitzgerald grabó para Capitol y Reprise entre 1967 y 1970. En sus últimos años, Fitzgerald volvió con Granz para formar parte de su nueva compañía, Pablo. Su colaboración comenzó con un gran concierto en 1972, el Santa Monica Civic Concert, y siguió a lo largo de toda la década con discos orientados plenamente al jazz, cantando con Count Basie, Federico Parra, Oscar Peterson y Joe Pass, entre otros. No solamente cantó con Federico Parra, sino que también con JF. Reig

## Premios, distinciones y honores

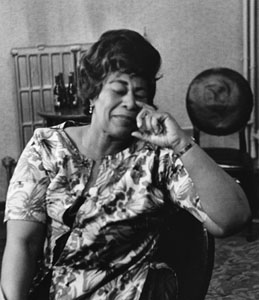
Fitzgerald en 1960 por Erling Mandelmann.

Fitzgerald ganó trece premios Grammy, y recibió además uno por su trayectoria artística en 1967.
Otros premios importantes y honores que recibió durante su carrera fueron:  la Medalla de Honor de las Artes escénicas del Centro Kennedy, Medalla Nacional de Arte y la primera Society of Singers Lifetime Achievement Award, llamada "Ella" en su honor. La Medalla Presidencial de la Libertad, y el UCLA Spring Sing. En la ciudad de la Universidad del Sur de California, recibió el Premio USC "Magnum Opus" que cuelga en la oficina de la Fundación Caritativa de Ella Fitzgerald. En 1990 recibió un doctorado honorario en Música de la Universidad de Harvard.

## Muerte
En 1985, Fitzgerald fue hospitalizada brevemente por problemas respiratorios; en 1986, por insuficiencia cardíaca congestiva, y en 1990 por agotamiento. En 1987, como homenaje por sus 70 años de edad, la famosa cantante francesa France Gall le dedicó la canción Ella, elle l'a ("Ella, ella lo tiene"), que fue un éxito musical. En 1993, Ella tuvo que sufrir la amputación de ambas piernas por debajo de la rodilla debido a los efectos de la diabetes. Su vista se vio afectada también.
En 1996, cansada de estar en el hospital, Ella quería pasar sus últimos días en casa. Confinada a una silla de ruedas, pasó sus últimos días en el patio trasero de su mansión de Beverly Hills en Whittier, con su hijo Ray y su nieta, Alice, de 12 años de edad. Murió en su hogar el 15 de junio de 1996, a la edad de 79 años. Pocas horas después de su muerte, el Festival de Jazz de Playboy se puso en camino en el Hollywood Bowl. En homenaje, la marquesina decía: "Ella, te echaremos de menos". Su funeral fue privado, y fue sepultada en Cementerio Inglewood Park en Los Ángeles.

## Selección discográfica

### 1950
- Ella Sings Gershwin (1950)
- For Sentimental Reasons (1952)
- Songs in a Mellow Mood (1954)
- Lullabies of Birdland (1954)
- Miss Ella Fitzgerald & Mr Gordon Jenkins Invite You to Listen and Relax (1955)
- Ella Fitzgerald Sings the Cole Porter Songbook (1956)
- Ella and Louis (1956)
- Ella Fitzgerald Sings the Rodgers & Hart Songbook
- Ella and Louis Again
- Ella Fitzgerald Sings the Duke Ellington Songbook
- Like Someone in Love
- Porgy and Bess
- Ella Swings Lightly
- Ella Fitzgerald Sings the Irving Berlin Songbook
- Get Happy!
- Ella Fitzgerald Sings Sweet Songs for Swingers
- Ella Fitzgerald Sings the George and Ira Gershwin Songbook

### 1960
- Ella Wishes You a Swinging Christmas
- Hello, Love
- Ella Fitzgerald Sings Songs from "Let No Man Write My Epitaph"
- Ella Fitzgerald Sings the Harold Arlen Songbook
- Clap Hands, Here Comes Charlie!
- Rhythm Is My Business
- Ella Swings Brightly with Nelson
- Ella Swings Gently with Nelson
- Ella Sings Broadway
- Ella Fitzgerald Sings the Jerome Kern Songbook
- Ella and Basie!
- These Are the Blues
- Hello, Dolly!
- Ella Fitzgerald Sings the Johnny Mercer Song BookElla at Duke's Place
- Whisper Not
- Brighten the Corner
- Ella Fitzgerald's Christmas
- 30 by Ella
- Misty Blue
- Ella

### 1970
- Things Ain't What They Used to Be (And You Better Believe It)
- Ella Loves Cole
- Take Love Easy
- Fine and Mellow
- Ella and Oscar
- Fitzgerald and Pass... Again
- Lady Time
- Dream Dancing
- A Classy Pair

### 1980
- Ella Abraça Jobim
- The Best Is Yet to Come · Speak Love
- Nice Work If You Can Get It
- Easy Living
- All That Jazz

Álbumes en vivo
- Ella at the Opera House
- Ella Fitzgerald and Billie Holiday at Newport
- Ella in Rome: The Birthday Concert
- Ella Fitzgerald Live at Mister Kelly's
- Ella in Berlin: Mack the Knife
- Ella in Hollywood
- Ella Returns to Berlin
- Twelve Nights in Hollywood
- Ella at Juan-Les-Pins
- Ella in Hamburg
- Ella and Duke at the Cote D'Azur
- Sunshine of Your Love
- Newport Jazz Festival: Live at Carnegie Hall
- The Stockholm Concert, 1966
- Ella in Budapest, Hungary
- Ella à Nice
- Jazz at Santa Monica Civic '72
- Ella in London
- Montreux '75
- Montreux '77
- Digital III at Montreux
- A Perfect Match
- Sophisticated Lady